# Синій Врих
Си́ній Врих (болг. Сини връх) — село в Пловдивській області Болгарії. Входить до складу общини Асеновград.

## Населення
За даними перепису населення 2011 року у селі проживали 15 осіб, з них 12 осіб (80,0%) — болгари.
Розподіл населення за віком у 2011 році:
Динаміка населення: